# Walter Wanger
Wanger Feuchtwanger, más conocido como Walter Wanger (San Francisco, 11 de julio de 1894 - Nueva York, 18 de noviembre de 1968) fue un productor de cine estadounidense. Entre sus proyectos más recordados se cuentan el clásico La diligencia (1939) de John Ford, La reina Cristina de Suecia (con Greta Garbo), Scarlet Street de Fritz Lang, Juana de Arco (con Ingrid Bergman) y la polémica superproducción Cleopatra (1963), con Elizabeth Taylor y Richard Burton.

## Biografía y carrera
El padre de Wanger murió de paro cardíaco en 1905, a los 50 años. Su madre decidió trasladarse a Europa y Wanger y sus hermanos estudiaron en Suiza, lo que les permitió adquirir un dominio fluido de francés y alemán. Finalmente, dos años después, en 1907, regresaron a Nueva York donde entraron en contacto con la élite social con el que se relacionaba su familia materna, entre las que se encontraban algunas de las familias más ricas en la costa del este.
Estos contactos permitieron también a Wanger y sus hermanos entrar en contacto con el mundo del arte y se interesaron tanto por las artes plásticas, como por el mundo del teatro.
Wanger empezó a interesarse por el teatro de modo profesional y empezó a trabajar en Broadway como aprendiz junto a Cole Porter; ambos trabajaban para Clifton Webb, quien se dedicaba a organizar castings para bailarines. En poco tiempo, como tenía medios, Wagner se convirtió en productor, logrando su primer éxito con una obra nueva titulada Ception Shoals. A pesar de lo cual, la Primera Guerra Mundial paralizó su carrera que acababa de despegar.
Tan pronto se declaró la guerra, Wanger se alistó y, gracias a sus conexiones familiares, muy pronto fue nombrado teniente y, pese a ser un pésimo piloto; entró en el cuerpo de aviadores. No obstante, pronto fue trasladó al cuerpo de inteligencia y propaganda, donde Wanger entraría en contacto, por primera vez, con el cine.
En septiembre de 1919, Wanger se casó Justine Johnstone, de quien se divorciaría en septiembre de 1938. 
Acabada la guerra, continuó con el teatro y, en 1920, la Paramount lo contrató como ayudante del productor Jesse L. Lasky. Wanger solo trabajaría un año para la Paramount, pues fue despedido tras un desacuerdo con Lasky. No obstante, pudo aprender todo el proceso de producción de una película, hacer contactos en el mundillo y participar en grandes títulos como The Sheik con Rodolfo Valentino (película que en español recibió diversos títulos: El Sheik, El Jeque, El Caíd, e incluso, La cautiva del caudillo moro).
Tras abandonar la Paramount, Wanger se establece en Londres donde se dedica a la exhibición y distribución de películas, que resulta muy rentable, al tiempo que sigue produciendo obras teatrales, pues producir es su pasión.
En 1923, Lasky deja de ser el director general de la Paramount y Wanger vuelve a la misma. A partir de ahí se inicia un periodo de 8 años en el que Wanger supervisaría grandes títulos como: Ese no sé qué (It) y el clásico Alas (Wings, 1927) o Los cuatro cocos (The Cocoanuts). Esto le permitió entablar buenas relaciones con estrellas de la talla de Clara Bow, Miriam Hopkins, Kay Francis o Los hermanos Marx. 
En 1931, cambia la cúpula de la Paramount y, tras un breve paso por la Columbia, Wanger acaba recabando en la Metro-Goldwyn-Mayer. Allí fue el responsable de La reina Cristina de Suecia (Queen Christina, 1933) con Greta Garbo y El despertar de una nación (Gabriel over the White House, 1933).
Poco después, abandonó la Metro y comenzó su carrera como productor independiente (aunque con un contrato de distribución con la Paramount) y mantuvo este rol entre la década de 1930 y la de 1950. 
Alcanzó gran prestigio, no solo por su eminente pasado en las grandes productoras, sino, como productor independiente, por su gran criterio a la hora de seleccionar que tipo de películas producir. Trabajo con directores de la talla de Alfred Hitchcock, John Ford o Fritz Lang y llegó a rivalizar con pesos pesados como Samuel Goldwyn o Darryl F. Zanuck.  Además, Wanger tenía ganados a los medios de comunicación y era estadounidense de nacimiento, además perteneciente a la élite de la sociedad neoyorquina, en medio de una industria donde habían predominado los inmigrantes que habían llegado al Nuevo Mundo sin un céntimo.
Su primera película fue Mercaderes de la muerte, después produjo otras 13 películas en los tres años siguientes, entre las cuales destaca El camino del pino solitario, la primera película en Technicolor rodada en exteriores.
En 1936, Wanger cambió de distribuidora y pasó a asociarse con la United Artist empezando a afrontar proyectos cada vez más ambiciosos como Sólo se vive una vez o el hoy mítico clásico La diligencia.
El interés de Wanger por la política se manifestó en producciones suyas como Bloqueo (Blockade), ambientada en la guerra civil española. Esta película dirigida por William Dieterle fue la única película de Hollywood que tomó partido a favor del bando republicano, aunque en su publicidad nunca se mencionó la guerra civil española.  
Durante la Segunda Guerra Mundial, el compromiso político de Wanger contra los nazis también queda patente, a través, de las películas que produjo como Corresponsal extranjero (México) / Enviado especial (España) y Cuando muere el día.
El 12 de enero de 1940, Wanger contrajo matrimonio con la actriz de Joan Bennett, de quien se divorciaría tres años antes de su muerte, en septiembre de 1965. La pareja tuvo dos hijas: Stephanie Guest y Shelly Antonia. 	 
En 1945, Wanger obtuvo un gran éxito con Mala mujer (México) / Perversidad (España)  de Fritz Lang, la versión americana de la película La Golfa (La Chienne, 1931) de Jean Renoir. 
Después, Wanger pareció perder su toque certero como productor: se embarcó en una serie de proyectos que resultaron ser un fracaso y casi acabó por perder su reputación. Su viacrucis particular comenzó en 1945 con Salomé, la embrujadora y la gota que colmó el vaso fue Juana de Arco. A pesar de estar protagonizada por Ingrid Bergman y dirigida por Victor Fleming, fue un desastre en taquilla y la crítica la hizo pedazos. Wanger perdió mucho dinero. 
Paralelamente, junto con las vacas flacas, tuvo que afrontar otro problema. Su idealismo político que había exhibido abiertamente, hizo que el comité sobre actividades antiamericanas se fijara en él. Para demostrar a la Comisión que él no tenía prejuicios contra el capitalismo, produjo Tulsa, ciudad de lucha, protagonizada por la que era la estrella más rutilante con contrato con Wanger, Susan Hayward. La película, aunque le valió para sus fines propagandísticos, no revitalizó sus finanzas.
Irónicamente, a Wanger le saneó las cuentas una producción de bajo presupuesto que tuvo una buena acogida: El reino del terror de Anthony Mann. Se trataba de una película sobre la Revolución francesa. Los modestos beneficios de esta película no rescataron a Wanger de la ruina, pero retrasaron la inevitable bancarrota, dándole margen hasta principios de los años 50.
A finales de 1951, los problemas de la vida personal de Wanger eclipsaron sus problemas financieros. Sospechaba que su esposa, la actriz Joan Bennett, le era infiel con su agente Jennings Lang. Según los relatos de la crónica negra, Wanger comprobó sus sospechas: los pilló in fraganti en un aparcamiento y disparó contra Lang. Todo quedó en un susto y solo lo hirió en la ingle, aunque su objetivo era volarle el pene. Finalmente, logró librarse de prisión alegando locura temporal transitoria, aunque estuvo condenado a dos años de servicios a la comunidad. Para su esposa Joan, las consecuencias fueron peores: el suceso causó tal escándalo, que truncó su ascenso como estrella. 
En los 50, las producciones de Walter Wanger se volvieron más modestas y de este periodo solo resultan destacables: Riot in Cell Block 11 y la hoy mítica Invasión de los ladrones de cuerpos; ambas de Donald Siegel.
A final de los 50, lejos ya de la peligrosa época de McCarthy, Wanger retomó el cine social con películas como Quiero vivir (I Want to Live!), film manifiestamente opuesto a la pena de muerte.
En 1963, produjo para la 20th-Century-Fox la superproducción Cleopatra, que fue un despilfarro económico sin parangón. En la película se invirtieron 44 millones de dólares, de los que solo se recaudaron 24, a pesar de que la película fue un éxito de taquilla y obtuvo varios Óscar. Dirigida -en su mayor parte- por Joseph L. Mankiewicz y estrenada en 1963, Cleopatra es a la vez una de las grandes superproducciones de Hollywood y uno de sus mayores desastres - a nivel de gestión del rodaje. Cleopatra puso punto final a la carrera de Wanger.
En 1965, finalmente Walter Wangerr se divorció de Joan Bennett. El 18 de noviembre de 1968, sufrió un ataque de corazón y murió en su casa de Nueva York.

## Filmografía
- 1929 - Los Cuatro Cocos (The Cocoanuts) de Robert Florey y Joseph Santley.
- 1929 - Aplauso (Applause) de Rouben Mamoulian.
- 1929 - The Lady Lies de Hobart Henley.
- 1930 - Roadhouse Nights de Hobart Henley.
- 1931 - Honor mancillado (Tarnished Lady) de George Cukor.
- 1932 - Washington Merry-Go-Round de James Cruce.
- 1933 - La reina Cristina de Suecia  (Queen Christina) de Rouben Mamoulian.
- 1933 - Amores en Hollywood ( Going Hollywood) de Raoul Walsh.
- 1933 - Another Language de Edward H. Griffith.
- 1933 - El despertar de una nación (Gabriel Over the White House) de Mitchell Leisen.
- 1933 - La amargura del general Yen (The Bitter Tea of General Yen) de Frank Capra.
- 1934 - Mercaderes de la muerte (The President Vanishes) de William A. Wellman.
- 1935 - Mary Burns, Fugitive de William K. Howard.
- 1935 - Smart Girl de Aubrey Scotto.
- 1935 - Shanghai de James Flood.
- 1935 - Mundos privados (Private worlds) de Gregory La Cava.
- 1936 - El camino del pino solitario (The Trail of the Lonesome Pine) de Henry Hathaway.
- 1936 - Spendthrift de Raoul Walsh.
- 1936 - Palm Springs de Aubrey Scotto.
- 1936 - Fatal Lady de Edward Ludwig.
- 1936 - The Case against Mrs. Ames de William Seiter.
- 1936 - Viviendo en la Luna (The Moon's Our Home) de William A. Seiter.
- 1936 - Big Brown Eyes de Raoul Walsh.
- 1936 - Her Master's Voice de Joseph Santley.
- 1937 - Sólo se vive una vez (You only live once) de Firtz Lang.
- 1937 - Cena de medianoche (History is Made at Night) de Frank Borzage.
- 1937 - Vogues of 1938 de Irving Cummings.
- 1937 - Siempre Eva (Stand-In) de Tay Garnett.
- 1937 - 52nd Street de Harold Young
- 1937 - Sólo se vive una vez de (You only live once) de Firtz Lang.
- 1938 - Bloqueo (Blockade) de William Dieterle.
- 1938 - Argel (Algiers) de John Cromwell.
- 1938 - Tras los vientos (Trade Winds) de Tay Garnett.
- 1939 - La diligencia (Stagecoach) de John Ford.
- 1939 - Winter Carnival de Charles Reisner.
- 1939 - Eternamente tuya (Eternally Yours) de Tay Garnett
- 1940 - Enviado especial (Foreign Correspondent) de Alfred Hitchcock.
- 1940 - Hombres intrépidos (The Long Voyage Home)  de John Ford.
- 1940 - Con su misma arma (Slightly Honorable) de Tay Garnett.
- 1940 -The House Across the Bay de Archie Mayo.
- 1941 - Cuando muere el día (Sundown, en español también traducida como Atardecer) de Henry Hathaway.
- 1942 - El escuadrón de las águilas (Eagle Squadron) de Arthur Lubin
- 1942 - Las mil y una noches  (Arabian Nights) de John Rawlins.
- 1943 - Todos a una (Gung Ho!) de Ray Enright.
- 1943 - Nunca nos han vencido de (We've never been licked) de John Rawlins.
- 1944 - Ladies Courageous de John Rawlins.
- 1945 - Perversidad (Scarlet Street) de Fritz Lang.
- 1945 - Salomé, la embrujadora (Salome, where she danced de Charles Lamont
- 1946 - Tierra generosa (Canyon Passage) de Jacques Tourneur.
- 1946 - Noche en el paraíso (A Night in Paradise) de Arthur Lubin.
- 1947 - Una mujer destruida (Smash-up, the story of a woman) de Stuart Heisler.
- 1947 - Viviendo el pasado (The Lost Moment) de Martin Gabel.
- 1948 - Juana de Arco (Joan of Arc) de Victor Fleming.
- 1948 - Raíces de pasión (Tap Roots) de George Marshall.
- 1948 - Secreto tras la puerta' (Secret Beyond the Door]] de Fritz Lang.
- 1949 - Almas desnudas (The Reckless Moment) de Max Ophuls
- 1949- Tulsa, ciudad de lucha (Tulsa00) de Stuart Heisler.
- 1949 - El reinado del terror(Reign of Terror) de Anthony Mann.
- 1952- Battle Zone de Lesley Selander.
- 1952 - Lady in the Iron Mask de Ralph Murphy
- 1952 - Aladdin and His Lamp de Lew Landers.
- 1953 - Fort Venganza (Fort Vengeance) de Lesley Selander.
- 1953 - Kansas Pacific de Ray Nazarro.
- 1954 - Riot in Cell Block 11 de Donald Siegel.
- 1954 - Amazonas Negras  (The Adventures of Hajji Baba) de Don Weis.
- 1956 - Invasión de los ladrones de cuerpos (Invasion of the Body Snatchers, también titulada en español: Invasión de los ultracuerpos).
- 1956 -Navy Wife de Edward Bernds.
- 1963 - Cleopatra  de Joseph L. Mankiewicz.

## Premios y distinciones
Premios Óscar
| Año  | Categoría        | Película         | Resultado |
| ---- | ---------------- | ---------------- | --------- |
| 1949 | Óscar honorífico | Óscar honorífico | Ganador   |
| 1964 | Mejor película   | Cleopatra        | Nominado  |